# Arabinoza
Arabinoza. je aldopentoza – monosaharid koji sadrži pet atoma ugljenika, kao i aldehidnu (CHO) funkcionalnu grupu.
Usled načina biosinteze, većina prirodnih saharida ima ""-formu. Drugim rečima oni su strukturni analozi -gliceraldehida. Međutim, -arabinoza je rasprostranjenija u prirodi od -arabinoze. Ona se nalazi kao komponenta biopolimera kao što je hemiceluloza i pektin. -arabinozni operon je veoma značajan u molekularnoj biologiji i bioinžinjerstvu.
Klasični metod za organsku sintezu arabinoze iz glukoze je Vohlova degradacija.

## Etimologija
Arabinoza je dobila ime po gumi arabici, iz koje je bila privi put izolovana.

## Napomene
1. ↑  Kod šećera, / nomenklatura se ne odnosi na molekulske osobine optičke rotacije nego na njihovu strukturnu analogiju sa gliceraldehidom.